# 史惟良
史惟良（1273年—1347年），字显夫，号逸翁，郓城县人，元朝大臣，元文宗时中书左丞。

## 生平
开始担任大宗正府掾。元仁宗延祐年间，官至刑部员外郎。延祐五年（1318年），擢升为监察御史、御史台都事，转任右司员外郎，因为得罪铁木迭儿免官。元英宗至治元年（1321年），起复为江南行御史台都事。泰定二年（1325年），擢升为治书侍御史。泰定三年（1326年）改任佥宣政院事，拜为中书参知政事，不久因病告归。天历元年（1328年），元文宗即位，召为侍御史，转任中书左丞。上奏时务策十条，请求谨慎用人、平定内乱、节约财用。又进上端本求治十事和唐太宗《帝范》，被元文宗看重。天历二年（1329年），担任太子副詹事，转任御史中丞。上疏请求裁汰冗官，停止不急的工役。至顺元年（1330年）再任中书左丞。泰定帝的旧臣朵朵和王士熙被流放远州，因为他的缘故得以放回录用。元顺帝至元元年（1335年），担任枢密副使。至元三年（1337年），再任燕南河北道廉访使、江南行台御史中丞。至正初年，入朝为集贤大学士，上奏三十三条，被当权者忌惮，奏免改任大学士。